# فيرديدوركه (رواية)
فيرديدوركه هي الرواية الأولى للكاتب البولوني فيتولد غومبروفيتش نشرت لأول مرة عام 1937 ميلادية، وصدرت أخيراً عن «دار الجمل 2016» في ترجمة عربية هي الأولى، أنجزتها أجنيشكا بيوتروفسكا ومعتصم بهائي وراجعها هاتف جنابي. وقد وصفها الكاتب التشيكي الشهير ميلان كونديرا كـ «واحدة من أهمّ ثلاث أو أربع روايات كُتبت بعد موت بـروست».

## الحبكة في الرواية
حبكة “فيرديدوركه” مبنية على مزحة: ما ان يستفيق الراوي الثلاثيني جوي كوفالسكي من حلم مزعج حتى يدخل البروفيسور بيمكو غرفته فيبدأ بمعاملته كمراهق في السادسة عشرة من عمره، فيرغمه على العودة إلى مقاعد المدرسة الثانوية. للوهلة الأولى، يبدو موضوع كهذا أكثر صلاحية لقصة قصيرة طريفة بعض الشيء وأن الإسهاب سيجعله مضجراً ورتيباً، لكن غومبروفيتش فصّله في رواية من 400 صفحة وكأنه مُصدِّقٌ للأحداث غير المعقولة التي يَكتُب عنها. وهنا تكمن إحدى أهمّ خصوصيات غومبروفيتش: فهو يعمد في كثير من أعماله إلى معالجة مواضيع هزلية بامتياز، بطريقة تَفتعل الواقعية، طارحاً في خضم ذلك العديد من التساؤلات الوجودية ومستعيداً روح الدعابة وعدم الجدية التي اتسمت بها أولى الروايات الأوروبية الحديثة ومن أبرزها “دون كيخوتي”.
يتحوّل جوي إذاً أسيراً لهذه المزحة. يشرع بارتياد المدرسة يومياً حيث يُفاجأ بأن الجميع – من البروفيسور بيمكو والمدرسين والمدير إلى الطلاب – يعاملونه على أساس أنه فتى في السادسة عشرة من عمره. لا يجد القوة على الاحتجاج، على أن يصرخ مثلاً أنه ليس بمراهق وأنه يبلغ في الحقيقة ثلاثين عاماً، فيستسلم ويبدأ بالتصرف حسب عمره المفروض عليه من دون أن يفقد إدراكه لغرابة هذا الوضع برمته. يلحظ تدريجاً أن وجوه جميع من حوله كاريكاتورية، دميمة ومشوهة. هي وجوه أشبه بأقنعة تتكلم وتتحرك بطريقة أوتوماتيكية وكأن ما من أشخاص فعليين، من لحم ودم، خلفها. هناك وجه أستاذ الأدب الذي لا ينفك يكرر كدمية أن ذاك الشاعر البولندي الرومانسي عظيم وخالد لأن شعره عظيم وخالد ولأنه يمنح القارئ الشعور بالعظمة والخلود؛ هناك وجه التلميذ المشاغب والسوقي الذي يندفع السباب من ثغره وكأنه ببغاء؛ ووجه التلميذ النجيب الذي لا يتفوه بشيء ليس على علاقة بالقيم الأخلاقية والمثل العليا.
لسنا بحاجة لأي نوع من المجهود التأويلي لكي نحدد معنى هذه الوجوه القبيحة التي تتلبس الشخصيات. غومبروفيتش نفسه يتكبد عنا هذا العناء، إذ هو يمزج في «فيرديدوركه» بين مقاطع سردية وأخرى تأملية يتوجه خلالها مباشرة إلى القارئ بصفته المؤلف لا الراوي، فيتناول موضوع روايته بشكل نظري مفسّراً معانيه. يشرح غومبروفيتش أن وجه الإنسان، أو «شكله»، هو شخصيته المفروضة عليه من الخارج (من أقرانه البشر ومن المجتمع ككل) والتي يتماهى معها الفرد داخلياً إلى حدّ اعتبارها هويته الحقيقية. «الشكل» لا يقتصر على ما يُسمى بالدور الاجتماعي الذي قد تُحدده وظيفة أو منصب ما، بل هو يشمل كل قواعد السلوك والكلام والتفاعل مع الآخرين إضافة إلى آراء الفرد وأذواقه ومشاعره وما يفكر به بينه وبين نفسه. هي عناصر يظن المرء أنه يختارها بنفسه ويعتبرها مُلكه، غير أن مصدرها، بحسب غومبروفيتش، هو العالم الخارجي الذي يُقوْلِب الفرد كلياً ويُشوِهُه عبر إلباسه قناعاً دميماً يروح هذا الفرد يفتخر به فيعتبره أناه الأصليّة.
ما من «أنا» أصلية تحت هذا القناع. فبالنسبة لغومبروفيتش، نحن البشر جميعاً، لمن بمقدور بصره أن يخترق وجوهنا القبيحة، كائنات غير ناضجة، خائفة وتائهة، لا تدري ما الذي تفعله في هذا العالم. ومن يتجرأ ويَنزع وجهه بنفسه ليتباهى بعدم نضجه، كما يدّعي غومبروفيتش أنه فَعل، يتحول إلى مثيل لجوي بطل «فرديدوركه». وجوي، كما نعلم في بداية الرواية، كاتب يرفض التماهي مع أي من القيم التي يفرضها عليه مجتمعه، فيُعاقَب على ذلك بأن يُعامل كطفل.
مغامرات جوي لا تقتصر على المدرسة، بل تتعاقب عبر بيئتين أخرتين هما برجوازية المدينة وأرستقراطية الريف حيث نجد لدى جميع الشخصيات هذا التفاوت المؤلم بين عدم النضوج الخفي والقناع الذي يتوجب على الفرد ارتداءه لكي يتعامل مع الآخرين.
كل هذا التأمل الفكري أو حتى الفلسفي الذي يضفيه المؤلِف على عمله لا يتحول أبداً إلى وعظ جاف أو تنظير مجرّد، بل يبقى أقرب إلى الهزل المَرِح والعابث. هذا ما دفع كونديرا في كتابه «الوصايا المغدورة» إلى مقارنة غومبروفيتش بسارتر، قائلاً أن الثاني استحوذ عن غير حق، عبر روايته «الغثيان»، على مكانة الأول في تاريخ الرواية. فكونديرا يعتبر روايات سارتر مجرد تنظيرات فلسفية مُتنكرة بزيّ روائي، بينما أعمال غومبروفيتش هي روايات فلسفية بكل ما للكلمة من معنى. يقول كونديرا: «أن تصبح «الغثيان»، لا «فيرديدوركه»، مثالاً على هذا التوجه الجديد، فهذا ما كانت له عواقب وخيمة: فقد أقيمت ليلة عرس الفلسفة على الرواية، في مناخ من الضجر المتبادل».
أخيراً، لا بد من الإشارة إلى أن كلمة «فيرديدوركه» لا تعني أي شي. لقد صرّح غومبروفيتش يوماً أنه يُسمّي كتبه للسبب نفسه الذي يدفع شخصاً ما لتسمية كلابه، أي لتمييزها عن بعضها البعض.

## روابط خارجية
- فيرديدوركه على موقع الموسوعة البريطانية (الإنجليزية)